# 邻苯二甲腈
邻苯二甲腈是一种有机化合物，化学式为C6H4(CN)2，它是无色针状结晶。它难溶于水，可溶于常见的有机溶剂。

## 合成
邻苯二甲腈工业上由单步连续反应制得，通过480°C下邻二甲苯的氨氧化反应，以钒锑氧化物为催化剂，在流化床反应器内进行。